# Wiki-værkstedet
Wiki-værkstedet var et ugentligt radioprogram sendt på Radio24syv,
der med værten Torben Sangild og en eller flere gæster behandlede
forskellige emner med udgangspunkt i Wikipedia-artikler. Programmet
blev sendt over to omgange først, 5 afsnit i sommeren 2014, efterfulgt af
27 programmer fra januar til august 2015. Wiki-værkstedet opfordrede altid
alle til at deltage med skrivning og redigering af den danske Wikipedia.

## Format
I den første sæson af wiki-værkstedet blev flere tilsyneladende
urelaterede emner behandlet i hver udsendelse. I anden sæson skiftede
formatet delvist så der var fokus på et enkelt aktuelt emne.
Ud over behandling af emner med inviterede gæster indeholdte programmerne
jævnligt små indslag. Et af disse blev kaldt værktøjskassen, hvor tips og
tricks til at redigere wikipedia blev forklaret. Et andet tilbagevendende
indslag var wiki-nyheder, med aktuelle nyheder fra wikipedia.

## Udsendelser
| Nummer | Dato       | Emne                                                        | Gæster                                           |
| ------ | ---------- | ----------------------------------------------------------- | ------------------------------------------------ |
| 32     | 08.08.2015 | Annette Vilhelmsen                                          | Annette Vilhelmsen                               |
| 31     | 01.08.2015 | Manu Sareen                                                 | Manu Sareen                                      |
| 30     | 25.07.2015 | Tintin                                                      | Thomas Thorhauge og Lars Kristensen              |
| 29     | 18.07.2015 | De syv dødssynder                                           | Martin Herbst                                    |
| 28     | 10.07.2015 | Bilisme                                                     | Mette Møller og Anette Jerup Jørgensen           |
| 27     | 04.07.2015 | Tarmflora                                                   | Henrik Bjørn Nielsen og Adam Bencard             |
| 26     | 27.06.2015 | Prinsgemalen                                                | Stéphanie Surruge                                |
| 25     | 20.06.2015 | Egtvedpigen                                                 | Flemming Kaul og Karin M. Frei                   |
| 24     | 12.06.2015 | Gyldent Daggry                                              | Tom T. Kristensen                                |
| 23     | 06.06.2015 | Køn, Transkønnet                                            | Rebecka Eriksson og Mads Ananda Lodahl           |
| 22     | 29.05.2015 | Hillary Clinton                                             | Sarah von Essen og Niels Bjerre-Poulsen          |
| 21     | 23.05.2015 | Pinse                                                       | Theodor Jørgensen og Martin Herbst               |
| 20     | 16.05.2015 | Uddrag af tidligere programmer                              |                                                  |
| 19     | 09.05.2015 | Det armenske folkedrab                                      | Matthias Bjørnlund                               |
| 18     | 02.05.2015 | Lejlighedssang                                              | Ebbe Preisler                                    |
| 17     | 25.04.2015 | Flyulykke og flyvesikkerhed                                 | Rasmus Dahlberg                                  |
| 16     | 17.04.2015 | Problemer med personartikler på Wikipedia                   | Jon Stephensen og Lasse Rimmer                   |
| 15     | 10.04.2015 | Linse Kessler                                               | Linse Kessler                                    |
| 14     | 04.04.2015 | Uddrag af tidligere programmer                              |                                                  |
| 13     | 27.03.2015 | De danske guldreserver                                      | Henrik Denta                                     |
| 12     | 21.03.2015 | Menneskets evolution                                        | Morten Allentoft                                 |
| 11     | 14.03.2015 | Vladimir Putin                                              | Anna Libak og Karsten Møller                     |
| 10     | 07.03.2015 | Muhammed-tegningerne, Charlie Hebdo, Afrikanske Verdenskrig | Dennis Meyhoff Brink og Kasper Hoffman           |
| 9      | 21.02.2015 | Oscar                                                       | Andreas Halskov                                  |
| 8      | 14.02.2015 | Skatteunddragelse og Vaccination                            | David Bentow og Allan Randrup Thomsen            |
| 7      | 07.02.2015 | Dalai Lama og Saudi-Arabien                                 | Erik Meier Carlsen og Pernille Bramming          |
| 6      | 31.01.2015 | Snigskytte                                                  | Lars R. Møller                                   |
| 5      | 01.08.2014 | Charterferie, Wikipedia                                     | Jakob Lauring og Ole Palnatoke                   |
| 4      | 25.07.2014 | Den runde stol, Mindesmærke for Europas myrdede jøder       | Christian Holmsted Olesen og Ulla Strange-Hansen |
| 3      | 19.07.2014 | Freden i Kiel, Napoleonskrigene Afføring                    | Rasmus Glenthøj og Lars Kjerulf Petersen         |
| 2      | 11.07.2014 | Agurker og Lanciers                                         | Trine Krebs og Inger Damsholt                    |
| 1      | 05.07.2014 | Koranen, Dansktop                                           | Thomas Hoffmann og Henrik Smith-Sivertsen        |